# (26936) 1997 EL47
(26936) 1997 EL47 est un astéroïde de la ceinture principale d'astéroïdes découvert en 1997.

## Description
(26936) 1997 EL47 a été découvert le 12 mars 1997 à l'observatoire de La Silla, au Chili, par Eric Walter Elst.

### Caractéristiques orbitales
L'orbite de cet astéroïde est caractérisée par un demi-grand axe de 2,28 UA, un périhélie de 2,03 UA, une excentricité de 0,11 et une inclinaison de 7,15° par rapport à l'écliptique. Du fait de ces caractéristiques, à savoir un demi-grand axe compris entre 2 et 3,2 UA et un périhélie supérieur à 1,666 UA, il est classé, selon la JPL Small-Body Database, comme objet de la ceinture principale d'astéroïdes.

### Caractéristiques physiques
(26936) 1997 EL47 a une magnitude absolue (H) de 15,0 et un albédo estimé à 0,478.